# Alexandra Schwell
Alexandra Schwell (* 1975) ist eine deutsche Anthropologin.

## Leben
Von 1994 bis 2002 studierte sie europäische Ethnologie, Soziologie und Politikwissenschaft an der Humboldt-Universität zu Berlin und der Adam-Mickiewicz-Universität Posen. Nach der Promotion 2007 an der Europa-Universität Viadrina mit einer Forschung zur Kooperation von deutschen und polnischen Grenzschützern im europäischen Sicherheitsfeld hatte sie 2008 ein Postdoc-Stipendium der Fritz Thyssen Stiftung. Von 2008 bis 2016 war sie Universitätsassistentin am Institut für Europäische Ethnologie der Universität Wien. 2014 forschte sie als Chercheure Invitée am Centre canadien d´études allemandes et européennes der Université de Montréal. 2016 war sie Gastforscherin am Institut für Höhere Studien Wien, Forschungsgruppe Europäische Integration. Von 2016 bis 2017 vertrat sie eine Professur am Institut für Volkskunde/Kulturanthropologie der Universität Hamburg. Von 2017 bis 2018 war sie Universitätsprofessorin für Empirische Kulturwissenschaft (§ 99 UG) am Institut für Kulturanalyse der Alpen-Adria-Universität Klagenfurt. Von 2018 bis 2019 war sie Universitätsprofessorin für Interkulturelle Kommunikation an der LMU München. Seit 2019 ist sie Universitätsprofessorin für Empirische Kulturwissenschaft (§ 98 UG) am Institut für Kulturanalyse in Klagenfurt.
Ihre Forschungsschwerpunkte sind empirische Methoden, Anthropologie des Politischen, Border Studies, Emotion und Affekt und Institutionen und Bürokratien.

## Schriften (Auswahl)
- Anarchie ist die Mutter der Ordnung. Alternativkultur und Tradition in Polen. Münster 2005, ISBN 3-8258-8393-0.
- Europa an der Oder. Die Konstruktion europäischer Sicherheit an der deutsch-polnischen Grenze. Bielefeld 2008, ISBN 978-3-89942-970-1.
- als Herausgeberin mit Jens Wietschorke: Orts-Erkundungen. Der Stadt auf der Spur. Wien 2012, ISBN 3-902029-19-6.
- als Herausgeberin mit Katharina Eisch-Angus: Der Alltag der (Un-)Sicherheit. Ethnografisch-kulturwissenschaftliche Perspektiven auf die Sicherheitsgesellschaft. Berlin 2018, ISBN 978-3-938714-51-5.